# برینگتون (ایلینوی)
برینگتون (به انگلیسی: Barrington) یک روستا در ایالات متحده آمریکا است که در شهرستان کوک (ایلینوی) واقع شده‌است. برینگتون ۱۲٫۴۳ کیلومتر مربع مساحت و ۱۰٬۳۲۷ نفر جمعیت دارد و ۲۵۲٫۹۹ متر بالاتر از سطح دریا واقع شده‌است.